# Wyatt Earp (película)
Wyatt Earp es una película estadounidense de wéstern de 1994 basada en la vida de Wyatt Earp y su trabajo como marshal en el pueblo de Tombstone, Arizona. La cinta, dirigida por Lawrence Kasdan y protagonizada por Kevin Costner, Dennis Quaid y Michael Madsen, entre otros, fue nominada al Óscar a la mejor fotografía.

## Argumento
Durante la guerra civil estadounidense, el adolescente Wyatt Earp vive en la granja de su familia en Pella, Iowa, mientras que sus hermanos mayores Virgil y James sirven en el Ejército de la Unión. Wyatt intenta escapar, con la intención de mentir sobre su edad y unirse a la guerra, pero su padre lo atrapa. Sus hermanos regresan a casa al final de la guerra, con James gravemente herido, y la familia se traslada al oeste. Wyatt ve a un hombre muerto durante un tiroteo y vomita al verlo.
La película presenta una mirada más a la vida de Wyatt Earp, su labor para restablecer la ley en Tombstone, y el famoso tiroteo en el O.K. Corral,
entre la familia Earp y los Clanton.
La trama comienza con la juventud de Earp en California y sus vivencias en un mundo de brutalidad propia del Oeste.
Earp desarrolla la capacidad de reaccionar efectivamente ante agresiones de matones e ilegales y esto le vale ser nombrado alguacil en un pueblo donde impera sólo la ley del más fuerte.
Earp con su gestión gana fama de ser un sheriff duro, enérgico e intransigente con quienes no respetan la ley colocando el pueblo de Dodge City en orden, y su fama trasciende las fronteras estatales. Además, se gana muchos enemigos. Sólo tiene además de sus hermanos un solo amigo, Doc Holliday, un exmédico aquejado de una tuberculosis en progreso y quien lo secunda y apoya en sus acciones.
Earp además está casado con Urilla Sutherland, pero al fallecer ésta de fiebre tifoidea decide huir del dolor. Sus hermanos obtienen empleos de policía en el pequeño poblado de Tombstone, Arizona, donde el desorden, las bandas de desalmados como los Clanton y otras, provocan a gusto desórdenes callejeros.
Wyatt Earp es reclutado por sus hermanos como policía y pronto ocupa el oficio de marshal. En esto compite con el otro comisario deshonesto que apoya a estas bandas con tal de mantener su empleo, y además exhibe la foto de su novia desnuda como trofeo de guerra. Es entonces cuando Wyatt Earp conquista a la novia de este comisario.
Los Clanton desafían a los Earp en un corral y en el tiroteo fallece un asociado y los Clanton quedan heridos. Estos se vengan dejando casi lisiado al hermano mayor y matan al hermano menor de Wyatt Earp. Luego, Wyatt Earp los elimina en tiroteos en diferentes lugares desconocidos, sin piedad.
Una vez terminada su misión, lleva a Doc Holliday a un hospital, donde se queda hasta su inevitable muerte, y luego continúa con su vida, que se convierte gradualmente en leyenda.

## Reparto
| Actor               | Personaje            |
| ------------------- | -------------------- |
| Kevin Costner       | Wyatt Earp           |
| Dennis Quaid        | Doc Holliday         |
| Gene Hackman        | Nicholas Earp        |
| Michael Madsen      | Virgil Earp          |
| Linden Ashby        | Morgan Earp          |
| Catherine O'Hara    | Allie Earp           |
| Mark Harmon         | Sheriff Johnny Behan |
| David Andrews       | James Earp           |
| Bill Pullman        | Ed Masterson         |
| Isabella Rossellini | Big Nosed Kate       |
| Jeff Fahey          | Ike Clanton          |
| Tom Sizemore        | Bat Masterson        |
| Joanna Going        | Jossie Marcus        |
| JoBeth Williams     | Bessie Earp          |
| Mare Winningham     | Mattie Blaylock      |
| Jim Caviezel        | Warren Earp          |

## Producción

### Desarrollo
Al principio Costner, un apasionado del viejo Oeste, iba a participar en Tombstone: La leyenda de Wyatt Earp (1993), pero lo abandonó por diferencias con el director para embarcarse junto a su hombre de confianza Lawrence Kasdan en un proyecto sobre el pistolero Wyatt Earpp, en el que tuviese completo control creativo. Originalmente se quiso hacer la historia como una miniserie de 6 horas. Sin embargo, finalmente, se decidió hacerla como película.

### Preproducción
Para hacer la obra cinematográfica Dennis Quaid adelgazó alrededor de 13 kilos para poder interpretar a Doc Holliday, que sufría de tuberculosis. También se utilizó el revólver de Wyatt Earp, el cual fue prestado para ello. De los 92 decorados que se crearon para la película, 10 eran saloons y, para que no pareciera siempre el mismo, cada uno tenía que ser diferente. También se elaboró el guardarropa completo de los 20 personajes principales de la película por parte de la diseñadora de vestuario, la indumentaria de más de 1000 extras y los 240 metros de tela utilizada para confeccionar todos los trajes y vestidos que aparecen en la película.

### Rodaje
El director filmó para esta película sobre todo en Nuevo México, ya que conocía el lugar por haber rodado allí Silverado. Durante 5 semanas se rodó en Santa Fe y sus alrededores. También se rodó en diversas localizaciones en Antonio, Colorado, y en Cham, donde se rodó la escena en la que aparece el famoso ferrocarril Cumbres & Toltec , el más largo y más alto tren a vapor de la vía estrecha del Oeste Americano.

## Estrenos mundiales
| País                                                                          | Fecha de estreno                   |
| ----------------------------------------------------------------------------- | ---------------------------------- |
| Alemania                                                                      | Jueves 1 de septiembre de 1994     |
| Argentina                                                                     | Jueves 25 de agosto de 1994        |
| Australia                                                                     | Jueves 7 de julio de 1994          |
| Austria                                                                       | Viernes 2 de septiembre de 1994    |
| Bélgica                                                                       | Miércoles 31 de agosto de 1994     |
| Belice · Costa Rica · El Salvador · Guatemala · Honduras · Nicaragua · Panamá | Viernes 23 de septiembre de 1994   |
| Bolivia                                                                       | Jueves 15 de septiembre de 1994    |
| Brasil                                                                        | Viernes 26 de agosto de 1994       |
| Bulgaria                                                                      | Viernes 4 de noviembre de 1994     |
| Chile                                                                         | Jueves 1 de septiembre de 1994     |
| Colombia                                                                      | Viernes 2 de septiembre de 1994    |
| Corea del Sur                                                                 | Sábado 10 de septiembre de 1994    |
| Croacia                                                                       | Jueves 20 de octubre de 1994       |
| Dinamarca                                                                     | Viernes 14 de octubre de 1994      |
| Egipto                                                                        | Lunes 19 de diciembre de 1994      |
| Eslovenia                                                                     | Jueves 20 de octubre de 1994       |
| España                                                                        | Viernes 26 de agosto de 1994       |
| Estados Unidos · Canadá                                                       | Viernes 24 de junio de 1994        |
| Filipinas                                                                     | Miércoles 14 de septiembre de 1994 |
| Finlandia                                                                     | Viernes 28 de octubre de 1994      |
| Francia                                                                       | Miércoles 31 de agosto de 1994     |

| País                         | Fecha de estreno                 |
| ---------------------------- | -------------------------------- |
| Grecia                       | Viernes 21 de octubre de 1994    |
| Hong Kong                    | Jueves 27 de octubre de 1994     |
| Hungría                      | Jueves 3 de noviembre de 1994    |
| India                        | Viernes 14 de abril de 1995      |
| Indonesia                    | Martes 20 de septiembre de 1994  |
| Israel                       | Viernes 2 de septiembre de 1994  |
| Italia                       | Viernes 14 de octubre de 1994    |
| Japón                        | Sábado 2 de julio de 1994        |
| Malasia                      | Miércoles 31 de agosto de 1994   |
| México                       | Viernes 2 de septiembre de 1994  |
| Noruega                      | Viernes 23 de septiembre de 1994 |
| Nueva Zelanda                | Viernes 26 de agosto de 1994     |
| Países Bajos                 | Jueves 29 de septiembre de 1994  |
| Perú                         | Viernes 23 de septiembre de 1994 |
| Polonia                      | Viernes 7 de octubre de 1994     |
| Portugal                     | Viernes 28 de octubre de 1994    |
| Puerto Rico                  | Jueves 1 de septiembre de 1994   |
| Reino Unido Irlanda          | Viernes 9 de septiembre de 1994  |
| República Checa · Eslovaquia | Jueves 1 de diciembre de 1994    |
| Rumania                      | Viernes 11 de noviembre de 1994  |
| Singapur                     | Jueves 15 de septiembre de 1994  |
| Sudáfrica                    | Viernes 2 de septiembre de 1994  |
| Suecia                       | Viernes 26 de agosto de 1994     |
| Suiza                        | Viernes 2 de septiembre de 1994  |
| Tailandia                    | Sábado 24 de septiembre de 1994  |
| Taiwán                       | Sábado 20 de agosto de 1994      |
| Turquía                      | Viernes 23 de septiembre de 1994 |
| Uruguay                      | Viernes 7 de octubre de 1994     |
| Venezuela                    | Miércoles 24 de agosto de 1994   |

## Recepción
La película, si bien en un principio fue un fracaso comercial e infravalorado por su excesivo metraje, pasó a ser una película de culto y resultó mucho mejor valorada por otras consultoras.